# Gerit von Leitner

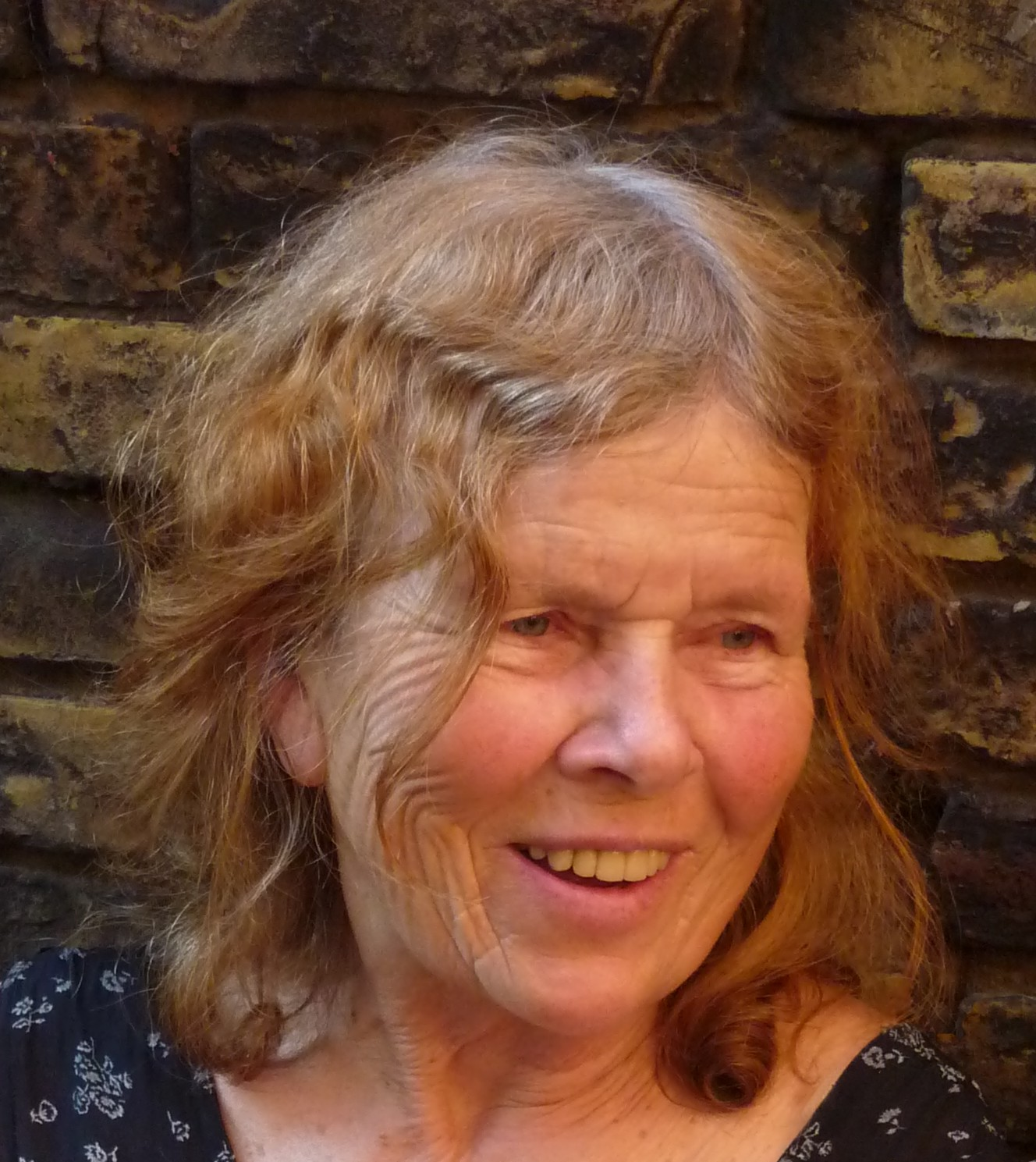
Gerit von Leitner 2017 in Berlin

Gerit von Leitner, zeitweise Gerit Kokula (* 3. Februar 1941 in Berlin; † 7. Mai 2025), war eine deutsche promovierte Archäologin und Autorin von Film- und Hörfunkproduktionen. Bekannt wurde sie als Verfasserin der ersten umfassenden Biografie der Chemikerin Clara Immerwahr.

## Leben
Gerit von Leitner, Tochter des Arztes Rolf von Leitner und seiner Ehefrau Edith, geb. Treichel, legte 1959 ihr Abitur am Französischen Gymnasium in Berlin ab. Anschließend studierte sie von 1959 bis 1965 an der Universität München Klassische Archäologie, Geschichte und Byzantinistik, unterbrochen 1961/62 von der Mitarbeit an der Kerameikos-Grabung in Athen. 1965 wurde sie an der Universität München bei Ernst Homann-Wedeking mit einer Dissertation zu Marmorlutrophoren promoviert. Für ihre Dissertation wurde ihr das Reisestipendium des Deutschen Archäologischen Instituts für den Zeitraum 1966/67 zuerkannt, wodurch sie den Mittelmeerraum bereisen konnte. Im Anschluss arbeitete sie als Archäologin und Fotografin in Griechenland und Deutschland. In Köln absolvierte sie ein Zweitstudium in Erziehungswissenschaft. Danach arbeitete sie zehn Jahre als Lehrerin an einer Hauptschule und hatte parallel dazu einen Lehrauftrag für Film an der Erziehungswissenschaftlichen Fakultät der Universität Köln. Ab 1979 arbeitete Kokula freiberuflich als Autorin für Film- und Hörfunkproduktionen. Seit 1987 lebte sie wieder in Berlin.
1990 schrieb Kokula das Skript für eine WDR-Radiodokumentation über die Chemikerin Clara Immerwahr, dem 1991 ein Artikel im Tagesspiegel folgte. Zwei Jahre später veröffentlichte sie, nun wieder unter ihrem Geburtsnamen Gerit von Leitner, die Biografie Der Fall Clara Immerwahr, die großen Zuspruch erfuhr. In den folgenden Jahren veröffentlichte sie mehrere Artikel, in denen sie am Beispiel der Lebensgeschichten der Chemikerinnen Clara Immerwahr und Gertrud Woker die männliche Prägung der Naturwissenschaften thematisierte. 1998 publizierte sie die Biografie Wokers als Buch.

## BiografieDer Fall Clara Immerwahr
Clara Immerwahr war eine deutsche Chemikerin, die 1900 an der Universität Breslau als erste Deutsche in Chemie promovierte. Sie heiratete den späteren Nobelpreisträger Fritz Haber. Leitner zeichnete in ihrer Biografie Der Fall Clara Immerwahr den Lebensweg der Chemikerin über Jugend, Studium und Promotion in Breslau über die Eheschließung bis zum schließlichen Suizid Immerwahrs nach. Leitner stellte sie als kämpferische Pazifistin dar, die sich als Protest gegen den Beitrag ihres Mannes zum Gaskrieg selbst tötete. In der Biografie konstruierte Leitner einen starken Gegensatz zwischen Clara Immerwahr und Fritz Haber, wobei die Ehefrau alle positiven und der Ehemann alle negativen Eigenschaften zugeschrieben bekam.
Zu Clara Immerwahrs Leben gibt es nur wenige Quellen. Nur wenige persönliche Dokumente und Briefe an Freunde haben sich erhalten. Leitner überspielte dies in ihrer Biografie, indem sie, um die Geschichte lebendig werden zu lassen, zeitgenössische Frauen wie Bertha von Suttner, Anita Augspurg und Gertrud Woker zitierte. Auf diese Weise entstand der Eindruck, dass Immerwahr wie diese Frauen eine Vorkämpferin für Frauenemanzipation und Pazifismus war. In einer Szene beschrieb Leitner eine angebliche Diskussion Clara Immerwahrs mit ihrem Ehemann über Frauenrechte, in der Immerwahr Suttners Ansichten vertrat, obwohl es hierfür keine Belege gibt.
Leitners Buch fand eine breite Resonanz in der Öffentlichkeit. Es wurde in zahlreichen überregionalen und regionalen Zeitungen, Zeitschriften und Radiosendungen wie auch in der New York Review of Books besprochen. Der Historiker und Publizist Volker Ullrich lobte die Biografie in der Zeit als „eines der gelungensten Beispiele für eine neue, weiblich inspirierte Form der Geschichtsschreibung“. Die Anfang der 1990er Jahre aktuellen Ereignisse und Themen – wie Missbrauch wissenschaftlicher Forschung durch das Militär sowie der Golfkrieg 1990–1991 – führten dazu, dass Leitners Interpretation von Immerwahrs Lebensgeschichte auf reges Interesse stieß. In den Rezensionen wurde oft eine Brücke zwischen Gaskrieg, Immerwahrs Suizid und diesen Themen geschlagen. Den Zeitgeist traf Clara Immerwahrs Leben auch im Hinblick auf das damals in den Fokus gerückte Thema der Vereinbarkeit von Familie und Beruf für Akademikerinnen bzw. die Gleichberechtigung innerhalb von Akademikerehen. Die Wissenschaftshistoriker Bretislav Friedrich und Dieter Hoffmann haben Leitners Buch als „Medium“ beschrieben, mit dem Meinungen, Ideale und Wunschbilder der Friedensbewegung, des Feminismus und des Anti-Militarismus vorangebracht wurden.
Von Historikerinnen und Historikern wurde die Biografie kritisch bewertet. Der Wissenschaftshistoriker Ernst Peter Fischer bezeichnete die Biografie als stilistisch und inhaltlich misslungen. Die Historikerin Angelika Ebbinghaus beanstandete die fehlenden Quellenangaben, die selektive Interpretation der Quellen und eine mangelnde Distanz der Biografin zu der dargestellten Person, auf die sie eigene Themen, Gefühle und Anschauungen projiziere. Die Brüche in Immerwahrs Persönlichkeit würden durch die von Leitner ständig verwendeten Collagen verwischt. Die Wissenschaftshistoriker Bretislav Friedrich und Dieter Hoffmann listeten viele Aussagen und Zitate in der Biografie, für die Belege fehlten. Beispiele aus der Liste sind:

„Für Clara ist es [Erster Weltkrieg] ein Sturz ins Dunkle, bei dem alle Fundamente des Lebens erschüttert werden. [...] Clara spürt den Klagelaut jeder einzelnen Frau, erstickt unter den Gesetzen.“

„Sie [Mitarbeiter Fritz Habers bei Besuch des Schießplatzes in Wahn] halten Clara für schmückendes Beiwerk, begegnen ihr mit Galanterien und nehmen es kaum zur Kenntnis, wenn sie ihre Ablehnung der chemischen Waffe äußert.“

„Wie ein Schlag ins Gesicht trifft es sie, als er [Fritz] ihr [Clara] an diesem Abend vorwirft, ihm und Deutschland in der größten Not und Hilflosigkeit in den Rücken zu fallen.“

Die Historikerin Margit Szöllösi-Janze hat Leitners Lebensbeschreibung als Kombination von wissenschaftlicher und literarischer Biografie, als „nachempfundenes“, „stellenweise beinahe nachgelittenes“ Lebensbild charakterisiert und kritisiert, dass die spärlichen Belege die Trennung von Fakten und Fiktion in Leitners Darstellung erschwerten.

## Auszeichnungen
- 2003 Carl-von-Ossietzky-Medaille[19]
- 2011 Juliane-Bartel-Preis – Niedersächsischer FrauenMedienPreis für Kulturfeature „Eine unvernünftige Frau - Diane Wilson, Fischerin“ (Autorin: Gerit von Leitner)[20]
- 2017 Premios Ondas - Feature „Bis die Araber klein beigeben. Europas vergessener Krieg im Maghreb“

## Veröffentlichungen
- Gerit Kokula geb. von Leitner: Marmorlutrophoren. Dissertation Universität München 1965. München 1974.
- Gerit Kokula: Marmorlutrophoren (= Mitteilungen des Deutschen Archäologischen Instituts, Athenische Abteilung. Beiheft. Band 10). Gebr. Mann, Berlin 1984, ISBN 3-7861-1391-2.[21]
- Gerit von Leitner: Der Fall Clara Immerwahr. Leben für eine humane Wissenschaft. C. H. Beck, München 1993, ISBN 3-406-37114-0. Zweite, durchgesehene und verbesserte Auflage 1994, ISBN 3-406-38256-8.
- Gerit von Leitner: Frauenraum Naturwissenschaften? Clara Immerwahr und Gertrud Woker. In: Dieter Kinkelbur, Friedhelm Zubke (Hrsg.): Friedensentwürfe. Positionen von Querdenkern des 20. Jahrhunderts. Agenda-Verlag, Münster 1995, ISBN 3-929440-69-5, S. 47–69.
- Gerit von Leitner: Weiblichkeit und Wissenschaft – abgespaltene Teile der Geschichte. In: Johanna Bleker (Hrsg.): Der Eintritt der Frauen in die Gelehrtenrepublik. Zur Geschlechterfrage im akademischen Selbstverständnis und in der wissenschaftlichen Praxis am Anfang des 20. Jahrhunderts (= Abhandlungen zur Geschichte der Medizin und der Naturwissenschaften. Band 84). Matthiesen, Husum 1998, ISBN 3-7868-4084-9, S. 95–100.
- Gerit von Leitner: Wollen wir unsere Hände in Unschuld waschen? Gertrud Woker (1878–1968) Chemikerin & Internationale Frauenliga, 1915–1968. Weidler, Berlin 1998, ISBN 3-89693-125-3.
- Gerit von Leitner: Bis die Araber klein beigeben. Europas vergessener Krieg im Maghreb. Literarische Reportage. KLAK, Berlin 2019, ISBN 978-3-948156-08-4.

## Film und Hörfunk (Auswahl)
- Arbeitslos – obdachlos. WDR 1979 (Regie, Produktion)
- Träume sind Schäume. SFB Bildungsfernsehen 1990/1 (Autorin, Regie)
- Hälfte des Lebens – Femina doctissima Clara Immerwahr. Hörfunkdokumentation WDR 3 / SFB 1990/1[22]
- Liebe Charlotte – gehe nicht unter und bleibe ein ganzer Kerl. Hörfunkessay Rias 1992
- Das Willkürliche in der Welt. Hörfunkdokumentation BR 1993
- Gertrud Woker. Hörfunkessay DRS Basel 1994
- Endstation Nervenheilanstalt – die Chemikerin Gertrud Woker. Hörfunkdokumentation WDR 3 / DLF 1998
- Die streitbare Professorin. Hörbild BR 1999
- Die Frau als Versuchsstation – Kinderwunsch in vivo und in vitro. Gedanken zur Zeit WDR 3. Juni 2002
- Pedro Soler aus Andalusien. Hörbild BR 2002
- Steckt die Angst vor der Ansteckung weltweit an? – Über Plagen im Gefolge von SARS. Gedanken zur Zeit. WDR 3. Juli 2003